# Lina Andersson

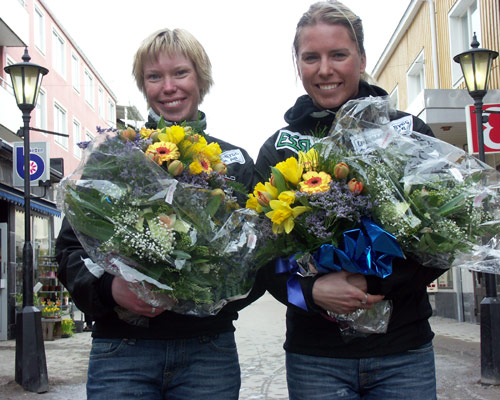
Lina Andersson och Emelie Öhrstig efter skid-VM 2005.

Lina Andersson, född 18 mars 1981 i Malmberget i norra Lappland,  är en svensk före detta längdskidåkare som tävlade för Piteå Elit.
Andersson deltog i olympiska vinterspelen 2002 i Salt Lake City i USA och 2006 i Turin i Italien.
Hon vann OS-guld 2006 för Sverige tillsammans med Anna Dahlberg på damernas sprintstafett.
Den 12 april 2011 meddelade Andersson att hon avslutar sin skidkarriär.
Hon är kusin till Robert "Robinson-Robban" Andersson.

## Meriter i urval
- 1:a OS sprintstafett Turin 2006
- 2:a VM sprint Oberstdorf (K) 2005
- 1:a WC sprint Lahtis (K) 2005
- 2:a WC sprint Drammen (K) 2005
- 1:a SM 30 km Luleå (K) 2005
- 1:a SM stafett Hudiksvall (K) 2005
- 1:a SM stafett Skellefteå (F) 2004
- 2:a WC sprint Holmenkollen (K) 2002
- 3:a WC Kuopio 10 km (K) 2002
- 4:a WC Cogne 5 km (K) 2002
- 4:a WC sprint Stockholm (K) 2002
- 18:e OS 10 km Salt Lake City (K) 2002
- 1:a SM 5 km Gällivare (K) 2002
- 1:a SM sprint Umeå (K) 2001
- 1:a SM Jaktstart 5+10 km Filipstad (F+K) 2001
- 1:a JVM 5 km Karpacz-Szklarska (K) 2001
- 2:a JVM 15 km Karpacz-Szklarska (F) 2001
- 3:a WC sprint Holmenkollen (K) 2001
- 1:a JVM 5 km Saalfelden (K) 1999

K = klassisk stil. F = fri stil.